# Sulfabril
Sulfabril S.A. foi uma indústria de malhas e camisetas com sede na cidade de Blumenau, no estado brasileiro de Santa Catarina. A empresa foi detentora das marcas:  Sulfabril, Senha e Pura Onda.

## História
Fundada em 23 de janeiro de 1947 com o nome de Sociedade Sul Fabril Ltda. pelo empresário Paulo Fritzche, sua primeira fábrica foi montada na cidade de Blumenau e em dezembro de 1954, transforma-se em sociedade anônima de capital fechado.
Com o passar dos anos e o crescimento nas vendas, a empresa abriu várias unidades industriais, como nas cidades de Gaspar, Ascurra e Rio do Sul e somou mais de 5.000 postos de trabalhos diretos, chegando ao posto de segunda maior indústria do ramo têxtil da América Latina e promovendo grandes campanhas publicitárias na década de 1970 e 1980, utilizando atores como Sandra Bréa, Marcos Paulo, ou patrocinando programas de TV como Os Trapalhões, mas com a abertura do Brasil ao mercado internacional, a Sulfabril decretou falência em 1999 e a justiça determinou a abertura de sua massa falida, administrada sob o comando de um síndico, e a continuação das atividades para que a empresa quitasse suas dívidas.
Em 2014, após várias tentativas de leilão de seus principais patrimônios, a fábrica de Blumenau e as suas marcas (até dezembro de 2014, os leilões foram fracassados), a justiça trabalhista determinou o fechamento da empresa e assim, os últimos 700 funcionários da malharia foram demitidos em dezembro deste mesmo ano.
Em meados de 2015, um grupo de investidores arrematou a marca "Sulfabril" e os principais bens da massa falida por aproximadamente R$ 40 milhões. Os valores arrecadados nos leilões, foi destinado a cobrir as indenizações trabalhistas dos funcionários da extinta empresa.. 